# Villa Buitenzorg
Buitenzorg aan de Amsterdamsestraatweg 57 is een rijksmonument in Baarn in de provincie Utrecht.
Deze negentiende-eeuwse buitenplaats bestaat uit een groot parkbos, gelegen tussen de buitenplaats Groeneveld en, de spoorlijn en de Amsterdamsestraatweg. Er staat ook een dienstwoning en een rentmeesterswoning op het terrein. In het meest in landschapsstijl beplante park bevindt zich een slingervijver.
De bouwopdracht wordt in 1838 gegeven door de eigenaren van kasteel Groeneveld, Joan Huydecoper en Johanna van Tets. Het gebouw is gebouwd in neoclassicistische stijl en waarschijnlijk genoemd naar Buitenzorg (het huidige Bogor) in Indonesië. 
Cornelie Geraerds Thesingh legde de eerste steen, nadien is Buitenzorg twee keer uitgebreid. Rond 1870 werden de serre en twee vleugels toegevoegd. In de linkervleugel woonde de familie, in de rechtervleugel het personeel. In de rechtervleugel waren de dienstvertrekken, de linkervleugel werd als serre gebruikt. Opvallend zijn de terracotta versieringen boven de vensters. Omstreeks 1900 kwam op deze toegevoegde vleugels een verdieping. 

## Conciergewoning
Rechts is aan het gebouw een conciergewoning gezet. 

## Scoutingmuseum
Rechts van het buiten staat het koetshuis. De inrijdeuren bevinden zich aan de achterzijde. De dakruiter is voorzien van een klok, waarschijnlijk gemaakt in 1879. Nadat het koetshuis in 1949 tot woning werd verbouwd werd het gebruikt als Scoutingmuseum.
Een groot deel van het gebied is eigendom van Scouting Nederland. Een deel achter Buitenzorg in handen van Staatsbosbeheer.

## Bijgebouw
Achter het koetshuis staat nog een kleine dienstwoning uit de 19e eeuw. Het wordt als kantoor gebruikt.

## Zie ook

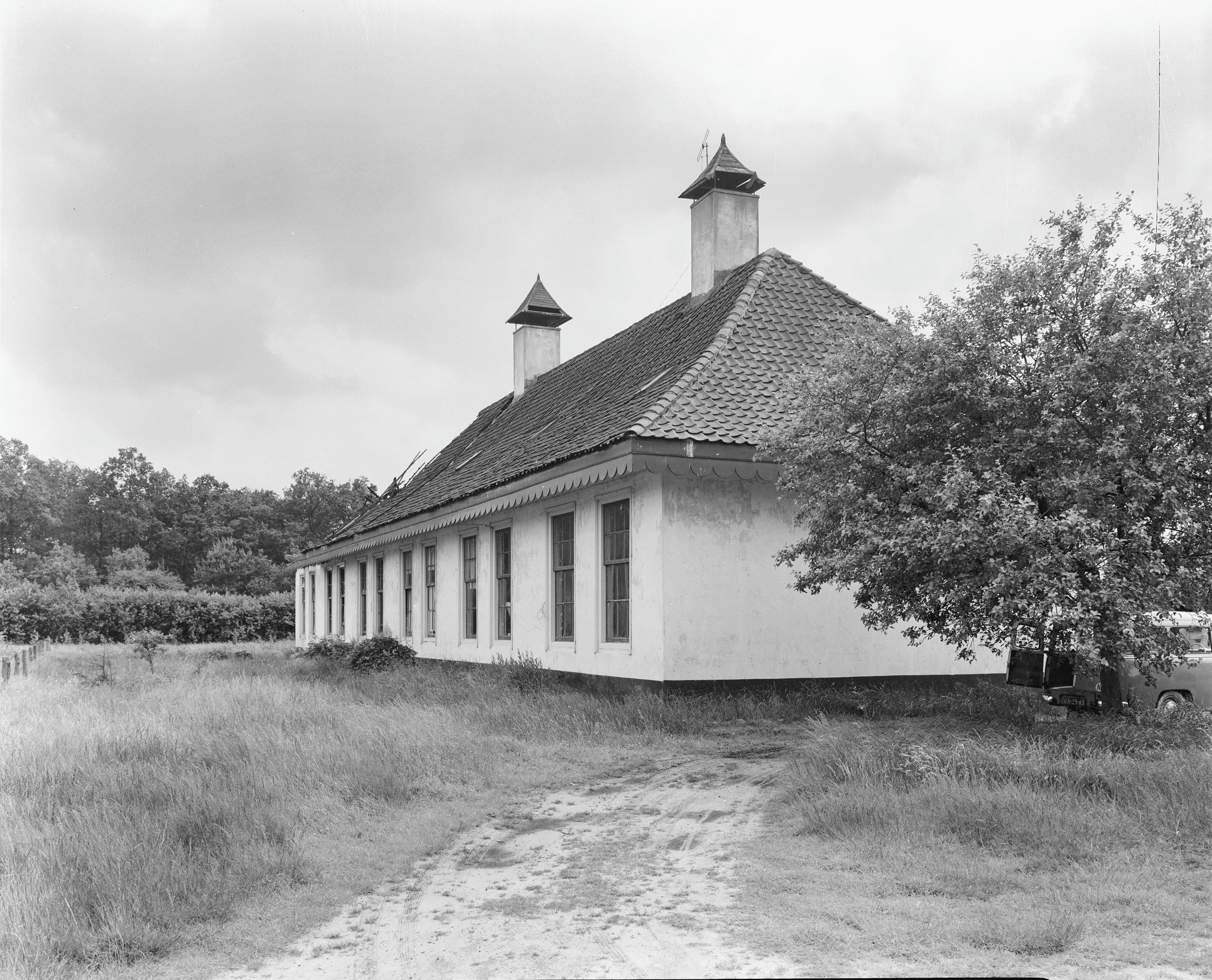
witgepleisterd met schilddak
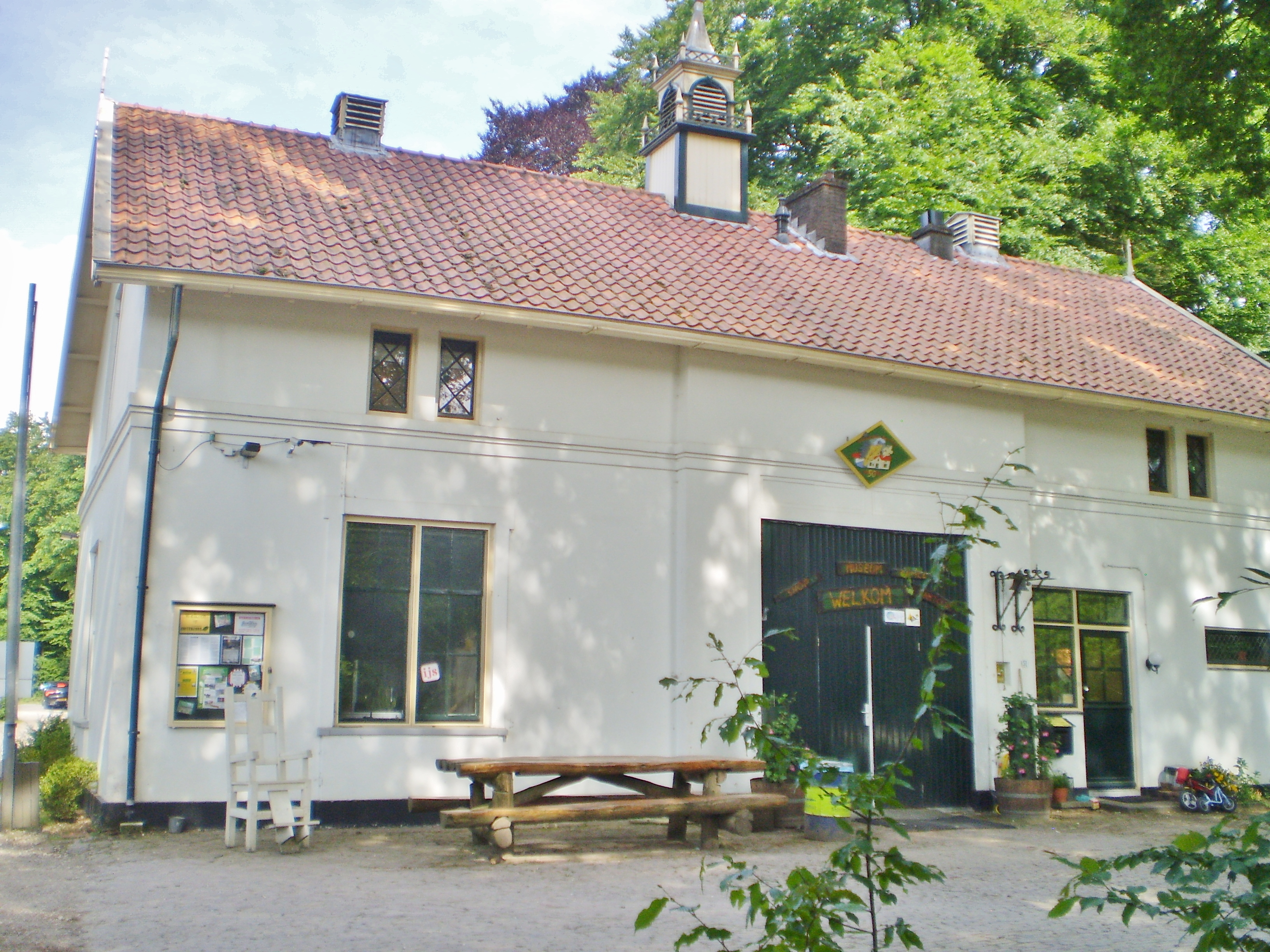
Koetshuis Buitenzorg op nummer 5
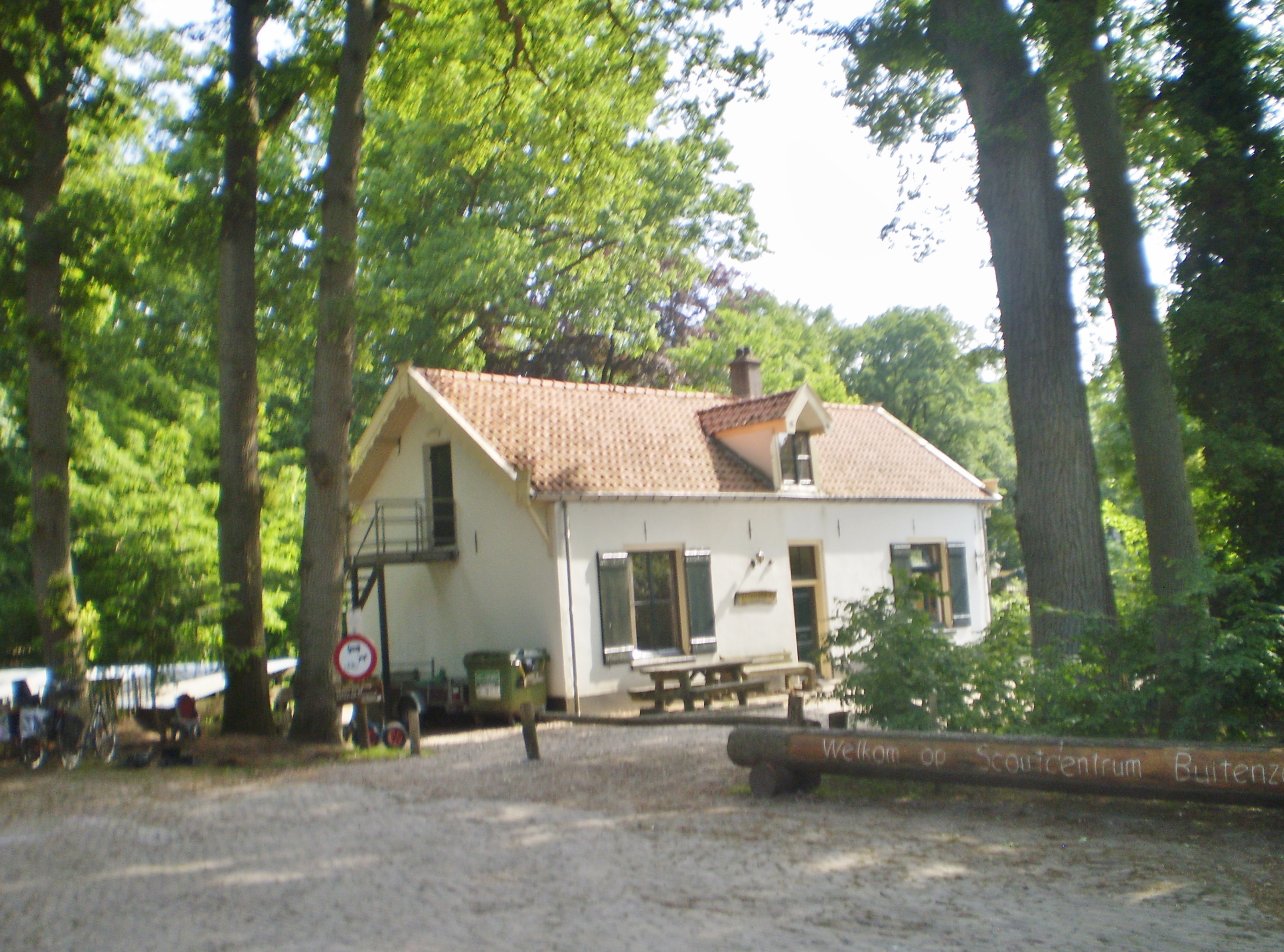
Dienstwoning op nummer 53